# Saqib Zulfiqar
Saqib Zulfiqar (* 28. März 1997) ist ein niederländischer Cricketspieler, der seit 2018 für die niederländische Nationalmannschaft spielt.

## Kindheit und Ausbildung
Zulfiqar entstammt einer Cricket-Familie, sowohl sein Vater als auch seine Brüder spielen aktiv Cricket, teils für die niederländische Nationalmannschaft.

## Aktive Karriere

### Anfänge in der Nationalmannschaft
Sein Debüt in der Nationalmannschaft gab er im Juni 2018 bei einem heimischen Twenty20-Drei-Nationen-Turnier gegen Irland. Sein Debüt im ODI-Cricket folgte im Juni 2019 gegen Simbabwe. Von da an spielte er dann vereinzelt im Nationalteam. Nachdem er Teil des Teams war, das mit den Niederlanden die Qualifikation für die kommende Weltmeisterschaft sicherte, wurde er für den Cricket World Cup 2023 nominiert.